# Mike Testwuide
Mike Testwuide, född 5 februari 1987, är en amerikansk-född sydkoreansk professionell ishockeyspelare som spelar för High1 i Asia League Ice Hockey.
Efter att bland annat ha spelat i American Hockey League skrev Testwuide under säsongen 2013-2014 på för den sydkoreanska klubben Anyang Halla. Med hjälp av Jim Paek blev han senare sydkoreansk medborgare utan att ha några rötter eller någon anknytning till landet. Han kommer att delta vid olympiska vinterspelen 2018.